# Artik
Artik (armenisch Արթիկ) ist eine Stadt in der nordwestarmenischen Provinz Schirak mit rund 17.000 Einwohnern. Im 20. Jahrhundert wurde die zweitgrößte Stadt der Provinz zu einem Industriestandort ausgebaut. Der mit dem Ende der Armenischen Sozialistischen Sowjetrepublik 1991 zum Erliegen gekommene Abbau von Tuff wird heute in kleinerem Maßstab fortgesetzt. Von kunstgeschichtlicher Bedeutung ist Artik durch zwei Kirchenruinen in der Ortsmitte aus dem 5. und 7. Jahrhundert und besonders durch die außerhalb gelegene Kirche von Lmbatavank, die um 600 datiert wird.

## Lage

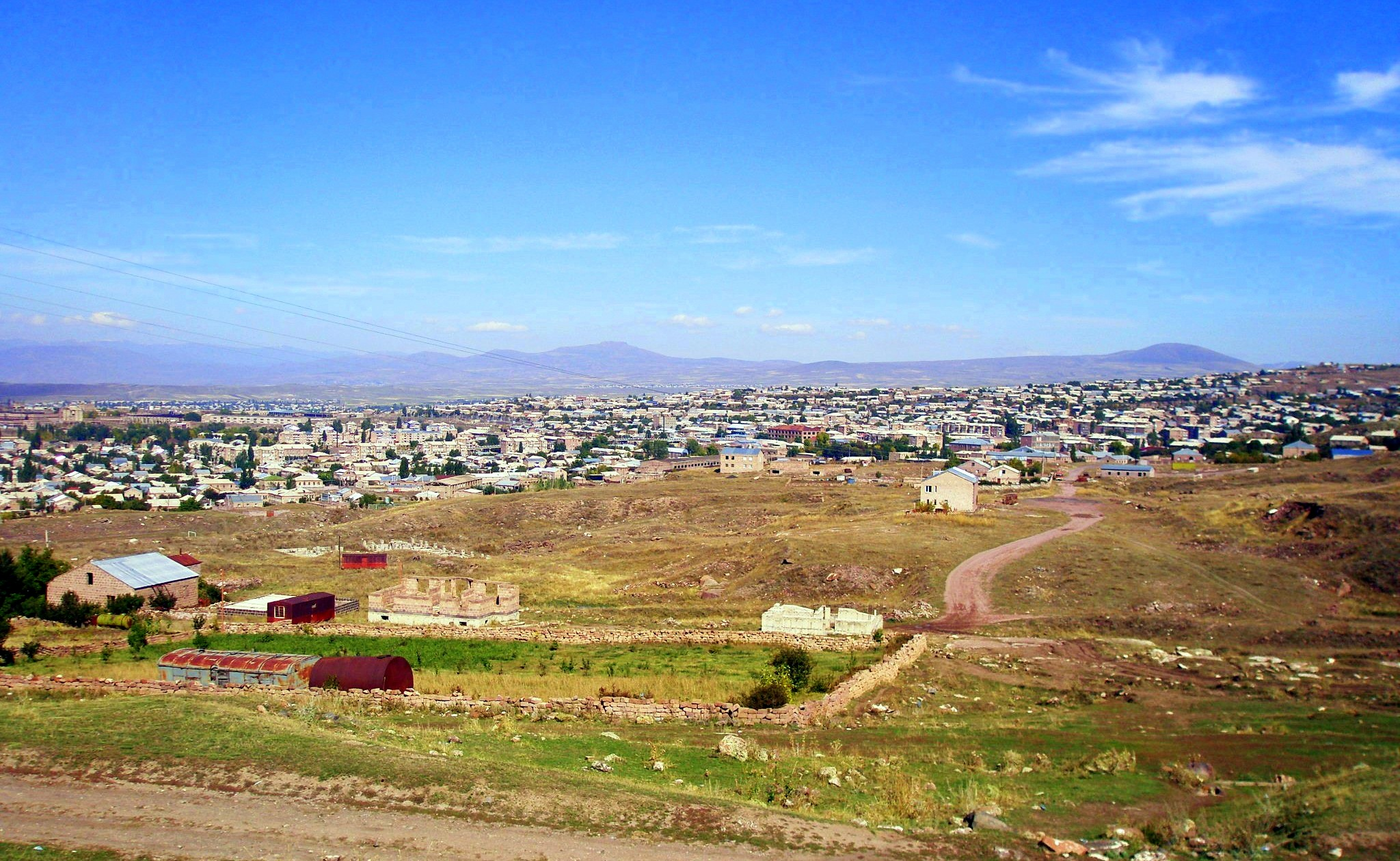

Artik liegt auf einem hügeligen, mit Gras bewachsenen Hochland an den nordwestlichen Ausläufern des Berges Aragaz. In den Dörfern der Umgebung wird überwiegend Rinderzucht betrieben. Obst- und Gemüseanbau erfolgt nur in Hausgärten, ansonsten ist die Landschaft baum- und strauchlos.
Die Entfernung zur nordwestlich gelegenen Provinzhauptstadt Gjumri beträgt auf der direkten Strecke über Horom 20 Kilometer. Beide Städte sind für den Güterverkehr durch eine Nebenlinie der von Jerewan nach Georgien führenden Eisenbahn verbunden, die in Gjumri abzweigt und südwestlich von Artik in Maralik endet. Der nächste Ort Pemzaschen in dieser Richtung ist fünf Kilometer entfernt. Von dort zweigt eine Straße in die Berge zum traditionellen Dorf Lernakert ab. Nach Osten führt von Artik eine Straße auf der Hochebene über Tsaghkahovit bis zur 30 Kilometer entfernten Einmündung im Weiler Alagyaz in die nord-südlich zwischen Aschtarak und Spitak verlaufende Schnellstraße. Zwei Kilometer Luftlinie südöstlich des Zentrums liegt das Kloster Haritschawank am Rand einer Schlucht, die sich bis zur Stadt erstreckt. Es bestehen regelmäßige Minibusverbindungen nach Gjumri und zu den Dörfern der Umgebung.
Die Gegend um Artik ist seit vorchristlicher Zeit besiedelt. In der Ebene von Tsaghkahovit wurden mehrere bronzezeitliche Siedlungsorte des 2. Jahrtausends v. Chr., Höhlengräber des 14.–9. Jahrhunderts und urartäische Siedlungen des 9. Jahrhunderts v. Chr. ausgegraben. In den 1970er Jahren fand Telemak Khachatryan eine Nekropole mit 640 spätbronzezeitlichen Gräbern bei Artik.

## Stadtbild

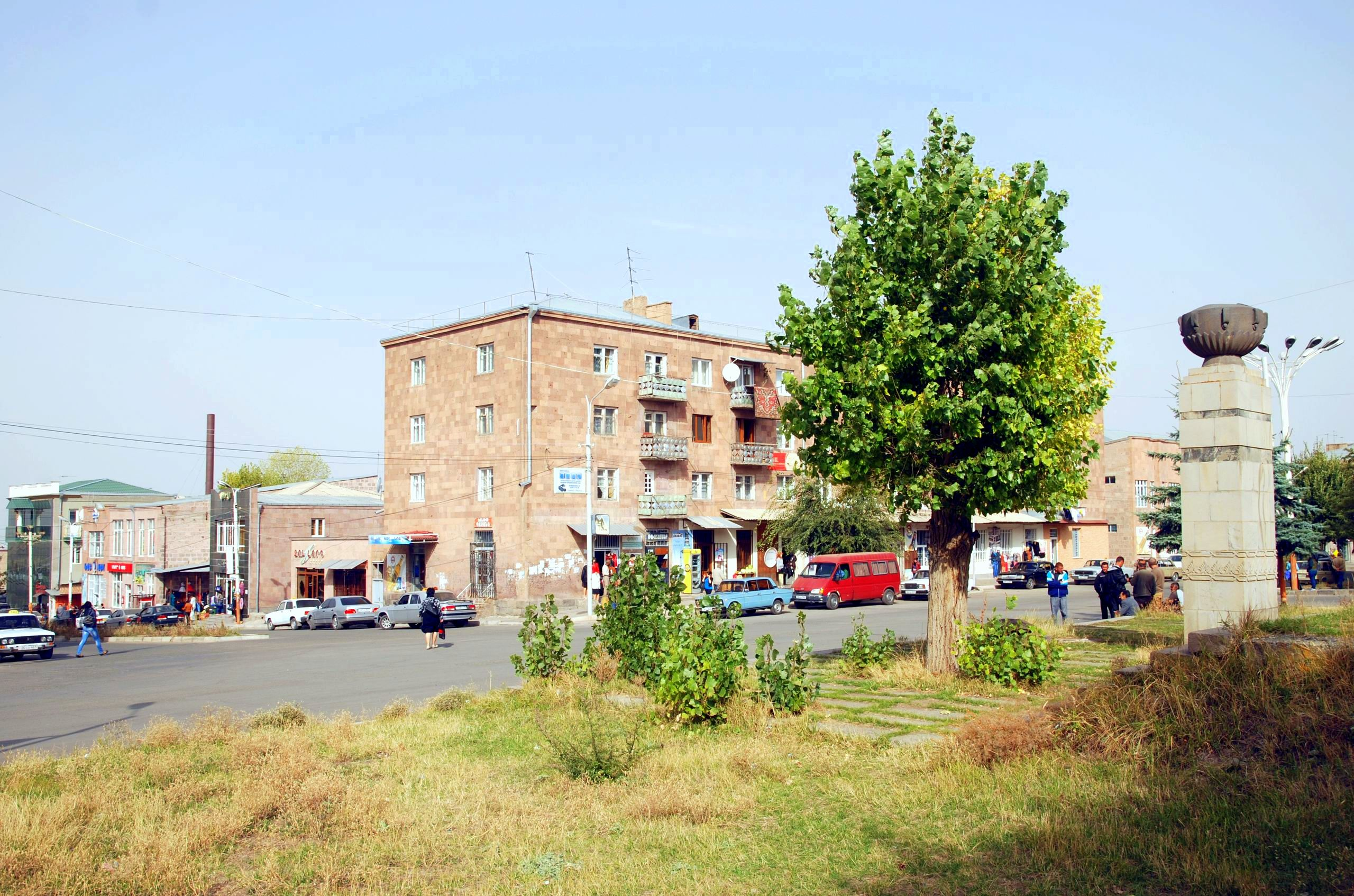
Zentraler Platz

Bei der Volkszählung von 2001 betrug die Einwohnerzahl 17.561, nach der amtlichen Statistik vom Januar 2012 sind es 17.384 Einwohner. Von Süden über Pemzaschen kommend durchquert die Hauptstraße ein weitläufiges Gebiet mit Wohnblocks und zerfallenen Industrieanlagen aus der sozialistischen Zeit. Die Stadtmitte liegt jenseits einer langen Brücke, die über die Bahngleise führt. Geradeaus nach Osten mündet die Straße in den zentralen Freiheitsplatz, auf dem ein Denkmal zur Erinnerung an den Zweiten Weltkrieg steht. Die Ankakhutyan-Straße ist die von hier nach Norden und Süden verlaufende Hauptgeschäftsstraße. Nach Südosten den Berg hinauf führt die Tonakanyan-Straße nach etwas über 100 Metern zu den beiden Kirchenruinen, die auf der linken Straßenseite zwischen Einfamilienhäusern zu sehen sind.
Die als Wohnplatz für Industriearbeiter nach 1945 in der sowjetischen Periode gewachsene Stadt hat mit dem wirtschaftlichen Zusammenbruch nach der Unabhängigkeit des Landes 1991 einen Bevölkerungsrückgang erfahren. Überwiegend bestehen die Häuser aus uniformen Wohnblocks, die mit dem rosafarbenen vulkanischen Tuffstein gemauert sind, der in der Umgebung abgebaut wird. Nur wenige kleinere Wohnhäuser dazwischen stammen aus dem 18. oder 19. Jahrhundert. Die mit der politischen Wende drastisch gestiegene Arbeitslosigkeit ist durch den heute wieder in geringerem Umfang betriebenen Gesteinsabbau zurückgegangen.

### Muttergotteskirche

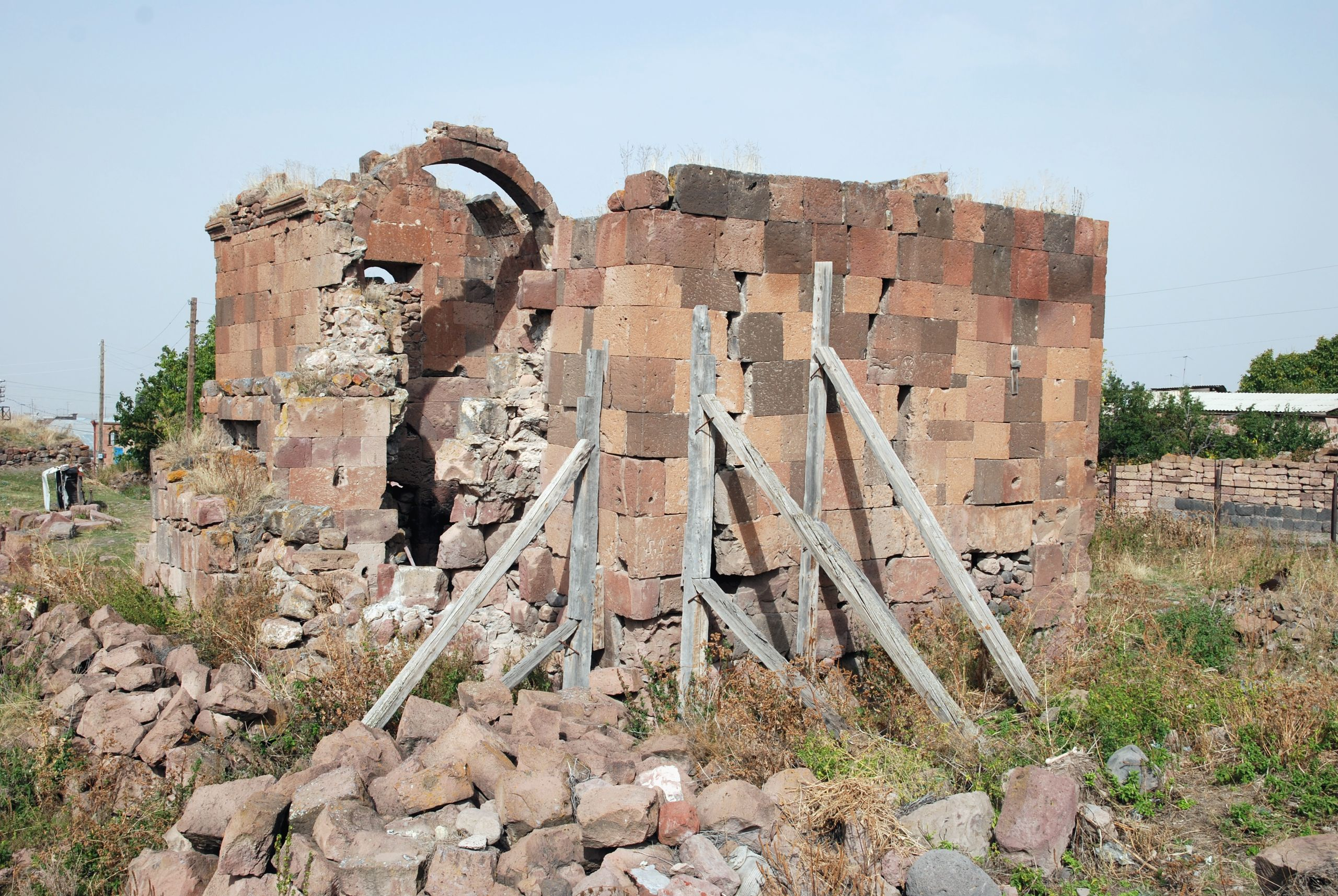
Muttergotteskirche von Südosten. Der mittlere Gurtbogen des Westschiffs blieb erhalten.

Die kleinere der beiden Kirchenruinen ist die Muttergotteskirche (Surb Astvatsatsin). Sie stellt im Grundriss eine Verbindung zwischen einer Kreuzkuppelkirche und einer dreischiffigen Basilika mit verkürzten Seitenschiffen dar. Nach unterschiedlichen Datierungen, die aufgrund von Stilmerkmalen erfolgen, könnte laut Donabédian und Thierry die Bauzeit vor der arabischen Eroberung im 7. Jahrhundert, möglicherweise im 5. oder 6. Jahrhundert gelegen haben. Plontke-Lüning hält eine Entstehung vor dem 7. Jahrhundert für unwahrscheinlich.
Die Maße betragen außen  13,2 × 16,5 Meter und innen 11,5 × 14 Meter. In der Mitte befindet sich vor der halbrunden Apsis der quadratische Hauptraum, dessen abgegangene Kuppel auf den vier inneren Wandecken geruht haben dürfte. Er wird im Norden und Süden von schmäleren Seitenschiffen mit ebenfalls halbrunden Apsiden flankiert, die mit ihrem westlichen Ende in einer Linie mit dem Zentralraum abschließen. Im Osten ragt die Mittelapsis rechteckig ummantelt über die Seitenschiffe hinaus. Das Mittelschiff im Westen war durch ein Tonnengewölbe in Längsrichtung gedeckt, wovon ein erhaltener von ursprünglich zwei Gurtbögen zeugt. Ob die Seitenschiffe durch Längs- oder Quertonnen überwölbt waren, lässt sich nicht mehr feststellen. Das südliche Seitenschiff ist gänzlich verschwunden, ansonsten stehen die Außenwände überwiegend bis zur Traufkante aufrecht.
Halbrunde Apsiden in den äußeren Westwänden der beiden Seitenschiffe lassen die Vermutung zu, dass der Westbau einst seitlich von Portiken umgeben war. Ein Mauervorsprung auf halber Höhe an dessen Nord- und Südwand wird in diesem Sinn als Auflager für das Gewölbe der Portiken gedeutet. Ein Eingang befand sich in der westlichen Giebelwand und ein weiterer in der Längswand des nördlichen Seitenschiffs. Der vorhandene Bauschmuck beschränkt sich auf ein eingeritztes Kreuz in einem Kreis am Sturz des schmalen Ostfensters und ein ebenso einfaches Flachrelief über dem Westfenster, das aus parallelen Linien in einem Kreis besteht.

### Sergiuskirche

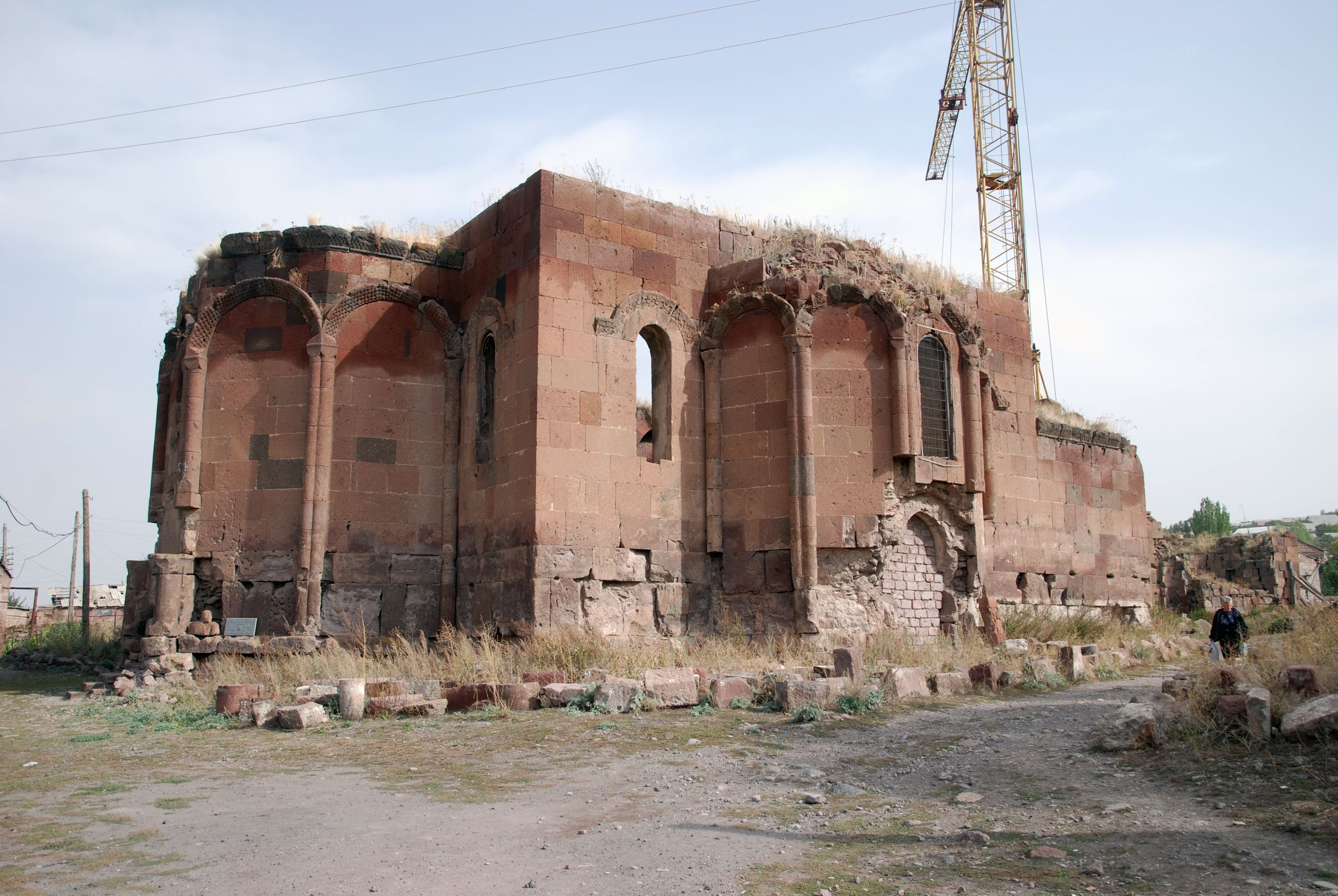
Sergiuskirche von Südwesten mit dem provisorisch zugemauerten Südeingang.

Für die ebenfalls undatierte Sergiuskirche (Surb Sargis), auch Georgskirche (Surb Geworg), die wenige Meter westlich liegt, wird eine Entstehung in der zweiten Hälfte des 7. Jahrhunderts angenommen. Hierfür sprechen Ähnlichkeiten in der Bauplastik mit der Kathedrale von Talin, die in den 660er Jahren oder später erbaut wurde. Die Grundform der Sergiuskirche ist ein Quadrat, aus dem in den Seitenmitten Konchen herausragen. Im Verlauf des 7. Jahrhunderts wurde dieser Zentralbautyp durch Vergrößerung des Kuppeldurchmessers erweitert. Die heute fehlende Kuppel ruhte auf den acht inneren Wandecken, die den Übergang zwischen dem quadratischen Baukörper und den Konchen bilden.
Die älteste Kirche dieser monumentalen und formal schlüssigen Bauweise ist die Johanneskirche (Surb Hovanes) in Mastara (Provinz Aragazotn) aus der zweiten Hälfte des 6. Jahrhunderts. Ihrem Modell („Mastara-Typ“) folgten im 7. Jahrhundert außer der Sergiuskirche die Muttergotteskirche in Woskepar (Provinz Tawusch) und die Gregorkirche des Klosters Haritschawank. Eine Weiterentwicklung, die wohl hauptsächlich aus statischen Gründen erfolgte, stellt der „Awan-Hripsime-Typ“ dar. Bei der Kathedrale von Awan (in einem Stadtteil von Jerewan) und der Sankt-Hripsime-Kirche (von Etschmiadsin) ist der Grundriss durch Nebenräume in allen vier Ecken zu einem außen quadratischen Baukörper erweitert, der besser in der Lage ist, die horizontalen Schubkräfte der Kuppel aufzufangen.
Die Sergiuskirche misst außen in Ost-West-Richtung einschließlich der 5,4 Meter über den Kernbau ragenden Westkonche 27,3 Meter und in Nord-Süd-Richtung einschließlich der beiden Konchen 23,7 Meter. Der Kuppeldurchmesser betrug 14 Meter. Das Gebäude besitzt lediglich an der Ostseite Nebenräume. Sie sind rechteckig und verfügen über eine halbrunde Apsis mit einem Fenster. Die Lage der mittleren Altarapsis bleibt an der durch Dreiecksnischen gegliederten Außenwand sichtbar. Sie schließen oben mit Halbkreisen ab. Im Innern sind alle vier Konchen halbkreisförmig gerundet, ebenso die Konche der Nordseite an der Außenseite. Die Konchen im Süden und Westen sind dagegen außen zum Fünfeck ausgebildet. Diese beiden Konchen werden durch ein halbrundes schmales Fenster belichtet, die Bedeutung der Ostapsis betonen drei nebeneinanderliegende Fenster. Die zusammen mit dem Tambour eingestürzte Kuppel gehörte zu den größten in Armenien. Die acht Wandecken, die sie trugen, ragten als Pilaster mit davorgestellten Säulen in den Raum. Den Übergang zum Kuppelkreis stellten zwei übereinanderfolgende Trompen her.
Die Kirche war von Westen und Süden zugänglich. Der Tympanonbogen über dem Westportal ist verschwunden. Die variationsreiche Dekoration der Außenwände besteht neben halbrunden Friesen über den Fenstern aus gedoppelten Halbsäulen an den Kanten der West- und Südkonche, die durch Blendarkaden miteinander verbunden sind und aus dem Kranzgesims. Die Blendarkade im Westen ist mit einem diagonalen Flechtmuster reliefiert, diejenige im Süden ziert ein mittig durchlaufender stilisierter Baum mit Astwerk. Beide Gestaltungselemente kommen an entsprechender Stelle auch an der Kathedrale von Talin vor. Die Gesimse über den Ostfenstern sind durch kreisrunde Hufeisenbögen gestaltet. Die runde Nordkonche besitzt keine Verzierungen. Sie entstand vermutlich bei einer frühen Restaurierung. Auf Farbspuren in der Apsis war Jesus Christus mit Aposteln zu erkennen.
Die frühesten Inschriften sind 1218 und 1288 datiert. Die Sergiuskirche wurde in der Geschichte mehrfach restauriert und umgebaut, wie an unterschiedlich verarbeiteten Steinen besonders an den oberen Wandbereichen zu erkennen ist. Um 1900 war sie noch mit Holzbalken flach eingedeckt und in Gebrauch. Die jüngsten Erhaltungsmaßnahmen wurden nach 1991 abrupt beendet. Aus der sowjetischen Zeit steht noch ein Baukran. Die Sergiuskirche ist verschlossen und innen nicht zugänglich.

### Lmbatavank
Die kleine Kreuzkuppelkirche Lmbatavank liegt auf einem Hügel 1,5 Kilometer südwestlich des Stadtzentrums. Sie besitzt die bedeutendsten Malereireste des 7. Jahrhunderts in Armenien.

## Marskrater
Nach Artik ist ein Marskrater benannt.